# Kipući reaktor
Kipući reaktor ili reaktor s ključajućom vodom (eng. Boiling Water Reactor - BWR) ima rashladno sredstvo na nižem tlaku (70 bar) od tlačnog reaktora PWR, što omogućava ključanje vode unutar reaktorske posude tako da para, nakon prolaska kroz separatore vlage i sušionike pare, direktno odlazi u parnu turbinu. S obzirom na to da para nastaje u nuklearnom reaktoru, sekundarni krug i parogeneratori nisu potrebni, što je pozitivno sa sigurnosnog gledišta. Nadalje, ako u kipućem reaktoru BWR prestanu raditi cirkulacijske pumpe, tada se zbog povećanog udjela pare unutar posude povećava prirodna cirkulacija i dovoljna je za odvod ostatne topline. Uz to povećanje snage reaktora povećava udio pare, što smanjuje moderaciju, a to za posljedicu ima smanjenje snage (reaktor ima samoregulacijsko svojstvo). Protok rashladne tekućine kroz kipuću reaktoru BWR jezgru niži je nego kod PWR jezgre, zbog visoke topline isparavanja vode. Približno 15% vode ispari prilikom prolaska kroz jezgru. Uz to nejednolika aksijalna raspodjela gustoće moderatora uzrokuje aksijalnu ovisnost snage (snaga je veća u donjem dijelu jezgre), te je nužna regulacija rada kontrolnim štapovima. Kontrolni štapovi ulaze u jezgru s donje strane, za razliku od tlačnog reaktora PWR, gdje se nalaze iznad jezgre reaktora. Loša osobina je i da slabo radioaktivna para zagađuje radioaktivno turbinu. Niži radni tlak zahtijeva manju debljinu stijenke reaktorske posude, ali je sama posuda većih dimenzija, odnosno mase.

## Način rada
Kipući reaktor BWR je jedna vrsta lakovodnih reaktora, koju je sredinom 1950-ih godina 20. stoljeća razvio General Electrics (SAD). Petina aktivnih nuklearnih elektrana ima kipući reaktor. Zbog svoje robusnosti ovi reaktori se nisu razvijali za pogon podmornica, nego isključivo za proizvodnju električne energije. Gorivo je obogaćeni uranij. U reaktorskoj posudi kipućeg reaktora tlak je niži nego u tlačnim reaktorima. Za njih je svojstveno da se voda pretvara u paru pri prolasku kroz nuklearni reaktor i vodi izravno u turbinu, gdje se nakon obavljenoga posla kondenzira, te se vraća natrag u reaktorsku posudu. Budući da kipući reaktor nema parogenerator, u usporedbi s tlačnim reaktorima on je jednostavnije konstrukcije.
U kipućem reaktoru rashladno se sredstvo nalazi na nižem tlaku (70 bara), što omogućava ključanje vode unutar reaktorske posude, tako da para, nakon prolaska kroz separatore (odvajanje) vlage i sušioce pare, direktno odlazi u parnu turbinu. S obzirom na to da para nastaje u reaktoru, sekundarni krug i parogeneratori nisu potrebni, što je iz sigurnosnih razloga pozitivno. Nadalje, ako u ključajućem reaktoru prestanu raditi cirkulacijske pumpe, tada se zbog povećanog udjela pare unutar posude povećava prirodna cirkulacija, koja je dovoljna za odvod zaostale topline. Osim toga, povećanje snage reaktora povećava udio pare, što smanjuje moderaciju (usporivač neutrona), a to za posljedicu ima smanjenje snage, što znači da reaktor ima samoregulacijsko svojstvo.
Protok rashladne tekućine kroz jezgru kipućeg reaktora BWR niži je nego u tlačnom reaktoru PWR, zbog visoke topline isparavanja vode. Približno 15% vode ispari prilikom prolaska kroz jezgru. Uz to, nejednaka aksijalna raspodjela gustoće moderatora uzrokuje aksijalnu ovisnost snage (snaga je veća u donjem dijelu jezgre), te je nužna regulacija rada kontrolnim štapovima. Kontrolni štapovi ulaze u jezgru s donje strane, za razliku od tlačnog reaktora, gdje se nalaze iznad jezgre reaktora. Loša mu je osobina da slabo radioaktivna para kontaminira turbinu. Niži radni tlak zahtijeva manju debljinu stijenke reaktorske posude, ali je
sama posuda većih dimenzija, odnosno mase. Danas je u uporabi više od 80 reaktora ovoga tipa.

## Nuklearna elektrana Fukushima
Nuklearna elektrana Fukushima ima 6 nuklearnih reaktora zasnovanih na kipućoj vodi ili BWR reaktor. Kipući reaktor BWR pretvara energiju kipuće vode u električnu struju, tj. koristi vodenu paru za okretanje turbine. Nuklearno gorivo zagrijava vodu do vrelišta, vodena para potom pokreće turbine koje energiju vodene pare pretvaraju u mehaničku, te na kraju u električnu energiju. Vodena para se potom hladi i stlačuje pri čemu opet nastaje tekuća voda, koja se ponovno vodi na zagrijavanje nuklearnim gorivom. Sam reaktor radi na otprilike 285 °C.
Kao nuklearno gorivo koristi se obogaćeni uranijev dioksid UO2, koji je zapravo keramika s izuzetno visokom temperaturom tališta (otprilike 2800 °C). Gorivo se proizvodi u obliku komadićima (cilindrima visokim oko 1 cm s promjerom od također 1 cm). Ti se komadići ubacuju u dugačke cijevi izrađene od slitine cinka, koje karakterizira temperatura pregrijavanja od 1200 °C. Pregrijavanje najčešće uzrokuje autokatalizirana oksidacija vode. Čvrsto zatvorene cijevi ispunjene komadićima uranijeva dioksida nazivaju se plašt nuklearnog goriva. Nekoliko stotina takvih, uredno položenih cirkonijevih cijevi, čini jezgru nuklearnog reaktora.
Keramička priroda uranijeva dioksida prva je linija zaštite od radijacije, koja nastaje tijekom procesa nuklearne fisije. Kućišta od cirkonija druga su linija zaštite. Ona odvajaju radioaktivno gorivo od ostatka reaktora. Jezgra se potom stavlja u spremnik pod tlakom od otprilike 7 MPa. Spremnik je načinjen tako da može izdržati visoke tlakove koji mogu nastati kao posljedica nesreće u elektrani. Spremnici su treća linija zaštite od eventualnog oslobađanja radioaktivnog materijala. I glavni i sekundarni spremnik nalaze se u reaktorskoj zgradi. Reaktorska zgrada služi kao vanjski oklop koji reaktor štiti od vanjskih uvjeta i ne dopušta izmjenu tvari s vanjskim svijetom. Upravo je reaktorska zgrada oštećena u eksploziji.

### Događaji u Fukušimi 12. ožujka 2011.
Potres koji je pogodio Japan je bio jači od najjačeg potresa koji može izdržati zgrada nuklearne elektrane. Richterova ljestvica je zapravo logaritamska ljestvica, pa je potres jačine 8,9 stupnja po Richteru čak 5 puta jači od potresa jačine 8,2 stupnjeva po Richteru. U trenutku udara, nuklearni reaktori su automatski prestali s radom. Nekoliko sekundi nakon udara, u jezgru su ubačeni kontrolni štapovi i tako je prekinuta nuklearna lančana reakcija. Tada je sustav za hlađenje trebao izvući ostatnu toplinu iz reaktora, koja normalno iznosi 7% ukupne topline koju reaktor oslobađa u normalnim uvjetima. Međutim, potres je uništio vanjski izvor električne energije koji napaja nuklearnu elektranu. Riječ je o izuzetno nezgodnom kvaru poznatom i pod nazivom "gubitak vanjske snage". Prema nacrtima bi u takvom slučaju reaktor i rezervni sustavi trebali sami održavati sustav hlađenja. Pošto je nakon potresa reaktor ugašen, on ne može sam od sebe proizvoditi električnu energiju potrebnu za održavanje rada pumpi za hlađenje.
Unutar prvog sata nakon potresa, pokrenut je prvi sustav dizelskih generatora struje, koji je trebao napajati pumpe za hlađenje. Međutim, ubrzo je Japan pogodio razorni cunami, koji je poplavio dizelske generatore, te tako prekinuo napajanje sustava hlađenja. Inače je takav cunami vrlo rijedak, a bio je jači od najjačeg očekivanog. Jedno od osnovnih pravila izgradnje nuklearnih elektrana jest dobro organiziran sustav zaštite u slučaju nuklearne nesreće. Naime, nuklearke bi trebale, po svom ustroju, moći preživjeti teška oštećenja na čak nekoliko sustava istovremeno. Plan reakcije na prirodne nesreće uključivao je i mogućnost udara velikog cunamija na dizelske generatore. Međutim, tsunami koji je 11. ožujka udario na Fukušimu po jačini je nadmašio sva očekivanja. Kao odgovor na novonastalu situaciju, inženjeri su postavili dodatnu liniju obrane smjestivši cijelu aparaturu u zaštitni spremnik.
Kada su dizelski generatori prestali raditi, osoblje koje je ostalo upravljati elektranom je reaktor nastavilo napajati iz posebnih baterija. Baterije su zamišljene kao još jedan od sustava zaštite i mogu osigurati neprestano hlađenje jezgre u trajanju od 8 sati. Nakon 8 sati, baterije su prestale s radom, što znači da ništa više ne može osigurati napajanje sustava za odvođenje ostatne topline. U tom je trenutku osoblje elektrane započelo s protokolom u slučaju krajnje nužde. Nakon što su baterije prestale raditi i izgubio se svaki način odvođenja ostatne topline, počela se spominjati mogućnost taljenja jezgre. Bez hlađenja, jezgra bi se mogla rastaliti u roku nekoliko dana s tim da bi cijeli sadržaj ostao u zaštitnom spremniku. Pošto je ostalo još dovoljno vremena do taljenja jezgre, svi su napori usmjereni prema održavanju rada reaktora i cijevi s nuklearnim gorivom koji su se počeli sve jače zagrijavati.
Hlađenje jezgre i dalje je ostao glavni zadatak. Reaktor je povezan s mnogo međusobno neovisnih i različitih sustava hlađenja (sustav čišćenja reaktorske vode, sustav odvođenja ostatne topline, sustav hlađenja reaktora toplinskom izolacijom, sigurnosni sustav hlađenja posebnom tekućinom itd.). Na osoblje elektrane pao je zadatak da odvedu što više ostatne topline iz reaktora, kako god znaju i umiju i to u uvjetima bez stalnog dotoka električne energije. Međutim, sve dok oslobođena toplina nadmašuje uklonjenu toplinu, u reaktoru se nakuplja sve više vodene pare, zbog čega u reaktoru neprestano raste tlak. U ovom je trenutku glavni zadatak očuvati integritet strukture cijevi s gorivom održavajući temperaturu ispod 1200 °C i tlak na razumnoj razini. Ne bi li smanjili pritisak u reaktoru s vremena na vrijeme je potrebno osloboditi višak nakupljene vodene pare. Reaktorski spremnik i zaštitni spremnik za gorivo opremljeni su brojnim ventilima za smanjenje tlaka.
Dakle, nakupljena para i ostali plinovi povremeno se otpuštaju u okoliš. Neki od tih plinova sadrže radioaktivne produkte nuklearne fisije, ali u vrlo malom udjelu. Dakle, tijekom regulacije tlaka, u okoliš zaista je ispuštena mala količina radioaktivnog materijala, ali na kontroliran način: plinovi su propušteni kroz posebni sustav filtara, ne bi li se uklonilo što veći broj radioaktivnih čestica. Ti plinovi sami po sebi nisu predstavljali veliku opasnost za okolno stanovništvo. Taj je protokol odobren, jer bi u suprotnom posljedice bile katastrofalne.
U međuvremenu su u elektranu dovezeni pokretni generatori koji su djelomično zadovoljili energetske potrebe sustava za hlađenje. S druge strane, voda predviđena za hlađenje neprestano isparava, a povremeno se i ispušta u okoliš, što znači da je sustav hlađenja dodatno na gubitku. U jednom je trenutku vjerojatno razina vode u reaktoru pala ispod vrhova cijevi s gorivom. Temperatura nekih cijevi prešla je 1200 °C i započela je kemijska reakcija cirkonija s reaktorskom vodom. Kao produkt te reakcije nastao je plinoviti vodik, koji je ušao u sastav plinova koji se povremeno ispuštaju u okoliš. Postoji protokol čak i za takav slučaj, međutim osoblje elektrane nije znalo koliko se vodika proizvodi, jer nisu znali niti točnu temperaturu reaktora. Kada se dovoljno vodika pomiješa sa zrakom nastaje eksplozivna smjesa poznata pod nazivom 'praskavac'.
Vodik je došao u dodir sa zrakom tek kada je napustio sustav za regulaciju tlaka, što znači da se eksplozija zbila izvan reaktorskog spremnika, ali oko i unutar reaktorske zgrade. U eksploziji su oštećeni dijelovi reaktorske zgrade, ali ne i zaštitni spremnici. Iako neočekivana, ova eksplozija nije predstavljala opasnost za sustav zaštite reaktora. Kada je temperatura cijevi s gorivom prešla 1200 °C, došlo je do oštećenja malog dijela nuklearnog goriva. Sami je nuklearni materijal ostao netaknut. Međutim, zaštitna barijera od cirkonija počela se urušavati, zbog čega su neki radioaktivni produkti fisije (cezij, jod itd.) počeli reagirati s vodom i vodenom parom.
Zbog ograničene mogućnosti hlađenja, kao i sve većeg gubitka reaktorske vode, inženjeri su odlučili u reaktor uvesti morsku vodu pomiješanu s bornom kiselinom za uklanjanje viška neutrona. Borna kiselina sprečava spontani početak rada reaktora, a može uhvatiti i zaostale atome joda u reaktorskoj vodi, iako to joj nije primarna namjena. Voda u sustavu hlađenja je pročišćena destilirana voda. Pošto morska voda uzrokuje koroziju, nakon smirivanja situacije metalni su se dijelovi morati pomno očistiti. Ubacivanjem morske vode napokon se smanjila temperatura u reaktoru. Pošto je reaktor ugašen već neko vrijeme smanjila se i ostatna toplina. Stabiliziran je tlak, pa nije više bilo potrebe za otpuštanjem viška pare.